# Lerchenberg (Eisenach)
Lerchenberg (lett.: «monte dell'allodola») era un comune tedesco del Land della Turingia.
Non esiste alcun centro abitato denominato «Lerchenberg»: si trattava pertanto di un comune sparso.

## Storia
Il comune di Lerchenberg fu creato il 10 dicembre 1991 dalla fusione dei comuni di Berteroda, Madelungen, Neukirchen e Stregda.
Nel 1994 il comune di Lerchenberg venne soppresso e aggregato alla città di Eisenach.